# 戴立克在曼哈頓
〈戴立克在曼哈頓〉（英語：Daleks in Manhattan）是英國科幻電視劇《異世奇人》系列3的第4集，2007年4月21日在BBC One首播。這集的編劇是海倫·雷娜，並由占士·史唐執導。在演員方面，除了固有的大衛·田納特飾演博士和費馬·阿吉曼扮演的瑪莎·鐘斯外，出演歌女塔羅拉的米蘭達·雷森也有很重的戲份。
這集講述博士和鐘斯來到大蕭條的紐約市見證帝國大廈的落成，卻發現不少人神秘失蹤。為此，博士試圖找出真相，卻發現帝國大廈的興建和失蹤事件均與戴立克「斯卡羅教團」有關。〈戴立克在曼哈頓〉共吸引669萬人收看，評價以正面為主。

## 劇情
博士和鐘斯來到1930年，即大蕭條時期的紐約以見證帝國大廈完工的過程。TARDIS座落在自由神像前，博士發現報紙刊登了一篇關於多人神秘失蹤的報導。博士覺得大有可疑，於是決定到中央公園的胡佛村一趟。隨後，二人認識到一名叫所羅門的男子，他向二人道出人們失蹤的過程。原來，在不久前，富裕商人迪亞格拉斯到胡佛村聘請大量人手當地下水道的維修工人。於是，博士、鐘斯、所羅馬和一名為法克的年青男子相繼應徵，迪亞格拉斯指使他們去修復此前倒閉的水道。來到水道後，博士發現這兒有外星生物發出的信號。同時，一群豬奴隸向他們施襲，眾人逃跑，但法克最終還是落入這些豬奴隸手中。
博士等人成功逃避後無意到走進一家劇院。在這兒，他們遇到歌女塔羅拉，她向眾人表示其男友拉斯洛不久前也不知所終。博士認為豬奴隸與人們集體失蹤有關，於是在劇院建立一台儀器分析兩者之間的關係。同時，培羅拉走到台前演出。鐘斯察覺豬奴隸打算進入劇院，從而追捕他們。再次進入地下水道後，他們驚見拉斯洛已變得其中一頭豬奴隸，又發現那些信號是由戴立克發出的。於是，他們在拉斯洛的帶領下得悉是戴立克把人們改造成豬奴隸。
塔羅拉這時已完成其演出並返回後台。此時，博士等人潛入尚未完工的帝國大廈，又再次看到戴立克的斯卡羅教團。鐘斯質問戴立克有何陰謀，後者指在〈背水一戰〉後，僅餘下他們四人。為壯大他們的勢力，他們把人類擄走，並把具智慧的人和戴立克二合為一，而被歸類為低智的人則會改造成豬奴隸，替他們工作及捕捉其他人類。教團的戴立克塞克在自己身上進行了第一個實驗，將自己與迪亞格拉斯的身體融合在一起，成為首位戴立克與人類的混血兒。
餘下的劇情在〈戴立克的進化〉交代。

### 前後連接
這集並不是首部以帝國大廈為背景的《異世奇人》劇集，早在1965年的〈追捕〉中第一任博士就到過這兒，而博士的對手正就是戴立克。戴立克在遇到博士後諷刺他的星球在大戰中消失，指的是時間戰爭；博士對鐘斯表示戴立克的存在使他總處於下風，所指的是他們多次的對決，以新版《異世奇人》為例，博士就在〈背水一戰〉中險些死於其宿敵之手。此外，塔羅拉問鐘斯有否舞台經驗，她說「莎劇之類的」是暗示〈勇救莎翁〉的事。

## 製作
《戴立克在曼哈頓》的劇本原本由史蒂芬·莫法特編寫，但後來他出任〈眨眼〉的編劇，這集的劇本才交由海倫·雷娜負責。
這集的大部份鏡頭都在紐約取景，其中包括中央公園、帝國大廈和自由神像。位於卡迪夫的布特公園充當胡佛村，而劇院則在朗達卡嫩塔夫的帕克與戴爾會堂。儘管這集是在美國實景拍攝，考慮到劇情需要，一些地標之間的距離和比例被修改。比如在劇中胡佛村可清楚地看到帝國大廈的正面，而事實上，中央公園與這大廈的距離為2公里左右，距離並不對。此外，劇中的自由神像和帝國大廈的距離相當有限，但事實上兩者的距離是八公里。這是新版《異世奇人》首次在英國以外的地方拍攝，在此前的舊版本中，〈城市之死〉是在巴黎取景、〈火焰之星〉在西班牙的蘭薩羅特島拍攝，而〈兩個博士〉則拍於西維爾。

## 發行和反響
《戴立克在曼哈頓》2007年4月21日在BBC One播出，當晚共有669萬人收看這集。欣賞指數方面，這集的得分是86分。
《舞台》的馬克·賴特讚揚劇情的發展、田納特和配角們的演出，以及戴立克的再現，又指出色的劇本使得這集足以成為最好看的新版《異世奇人》劇集。《SFX》的伊恩·貝里曼喜歡這集的戲肉。《IGN》的特拉維斯·費科特則沒有這麼正面，在10分為滿分下他只給了6.5分，指戴立克在這集顯得「很傻而滑稽」，而塔羅拉這角實在太呆板。最後，費科特認同田納特和阿吉曼的演出，但明言劇情不合理。

## 資料來源
1. ↑  . BBC. 2012-08-21  [2012-08-22]. （原始内容存档于2013-04-20）.
2. ↑  Davies, Russell T. . Doctor Who Magazine. 2007-12-03, (377): 66. Seven hours a-flying! That's how long it took for our director, James Strong, and his team to fly to JFK, for the Official First Ever Doctor Who Shoot in New York!
3. ↑  . BBC.   [2010-05-30]. （原始内容存档于2020-02-24）.
4. ↑  . Broadcasters' Audience Research Board.   [2014-01-18]. （原始内容存档于2011-02-13）.
5. ↑  Wright, Mark. . The Stage. 2007-04-22  [2014-01-18]. （原始内容存档于2013-01-28）.
6. ↑  Edwards, Richard. . SFX. 2007-04-28  [2014-01-18]. （原始内容存档于2014-02-01）.
7. ↑  Fickett, Travis. . IGN. 2007-08-01  [2014-01-18]. （原始内容存档于2021-01-26）.

## 外部連結
- "Daleks in Manhattan" 在 BBC《異世奇人》的主頁
- "Daleks in Manhattan" / "Evolution of the Daleks" 在 異世奇人參考導覽
- "Daleks in Manhattan" / "Evolution of the Daleks" 在 異世奇人: 時間（旅行）簡史
- 互联网电影数据库上戴立克在曼哈頓的资料（英文）